# عبد النور خراقي
عبد النور خراقي مفكر ومترجم مغربي، وباحث في مجال العلوم الإنسانية والقضايا اللغوية الاجتماعية، ولد في مدينة أحفير في المغرب، ويقيم بمدينة وجدة. ترجم العديد من المؤلفات من اللغة الإنجليزية من بينها كتاب (مدخل إلى التنقيب في بيانات العلوم الاجتماعية) الذي حصل به على جائزة الملك عبد الله بن عبد العزيز العالمية للترجمة عام 2022.

## التعليم
حاصل على شهادة الدكتوراه في العلوم الإنسانية من جامعة نيوكاسل البريطانية عام 2003, وحصل قبلها على شهادة الدكتوراه في علم اللغة الاجتماعي و علم التداول الاجتماعي (Socio-Pragmatics) من جامعة محمد الأول عام 2000.

## العمل
- رئيس قسم اللغة الإنجليزية وآدابها في جامعة محمد الأول ويعمل أستاذاً زائراً في جامعة عجمان للعلوم والتكنولوجيا.
- محكم دولي للأعمال المترجمة من اللغتين الإنجليزية والفرنسية إلى العربية بالأمانة العامة لدولة الكويت.
- محكم دولي في مجلة (بالإنجليزية: Journal Of Politeness Research)‏.

## الإصدارات

### الترجمات
| الكتاب                                                  | المولف                      | التاريخ                                                                                                   |
| ------------------------------------------------------- | --------------------------- | --- |
| اللغة والهوية: قومية – إثنية – دينية                    | جون جوزيف                   | صدرت الترجمة عن سلسلة عالم المعرفة التي تصدر عن المجلس الوطني للثقافة والفنون والآداب في دولة الكويت 2007 |
| الحضارة ومضامينها                                       | بروس مازليش                 | 2014 |
| روح الديمقراطية: الكفاح من أجل بناء مجتمعات حرة         | لاري دايموند                | 2014 |
| مدخل إلى التنقيب في بيانات العلوم الاجتماعية            | بول أتيويل دافيد ب. موناغان | 2020 |
| المواطنة متعددة الثقافات: نظرية ليبرالية لحقوق الأقليات | ويل كيمليكا                 | 2021 |
| نهاية النسيان: التنشئة بين وسائط التواصل الاجتماعي      | كيت إيكورن                  | 2023 |

## الجوائز
- حصل على جائزة المغرب للكتاب في الترجمة عام 2015.[5]
- حصل على جائزة الملك عبد الله بن عبد العزيز العالمية للترجمة في دورتها العاشرة عام 2022.[2]